# Honda Dax
Dax es el nombre europeo de la serie de motocicletas ST del fabricante japonés Honda, producidas entre 1969 y 1999. La ST70 se conoce en Norteamérica como CT-70.

## Historia
En 1969, Honda lanzó al mercado mundial el modelo Dax, que es una MTL1 (motocicleta ligera de primera categoría), anteriormente denominado ciclomotor). Esta pequeña motocicleta es impulsada por un motor monocilíndrico horizontal inclinado a 10° de cuatro tiempos y 49 cm3 (ST50) o 72 cm3 (ST70), equipado con una caja de cambios de tres velocidades. Fue un éxito comercial y una de las motocicletas de mayor producción de todos los tiempos. Su manillar abatible y su reducido peso permiten el transportarla en un maletero grande.
Ha sufrido tres grandes desarrollos: 1969 a 1981 (ST70), luego de 1982 a 1989 (ST70A), y finalmente de 1989 a 1999 (AB23), fecha del fin de producción de la pequeña motocicleta.
La Dax ST70A recibió las siguientes modificaciones:
- Nueva horquilla hidráulica en sustitución de la horquilla mecánica
- Nuevo botón de control
- Nueva forma del sillín, con el logo ST
- Nueva pintura Candy (rojo, azul ...)
- Motor mejorado: árbol de levas, pistón, sistema de encendido ...
- Pegatinas ST específicas en el cuadro

Siempre popular entre personas de todas las edades, se está convirtiendo en una motocicleta rara y popular entre los coleccionistas, al igual que sus hermanas pequeñas Monkey o Chaly, así como la Yamaha Chappy con un motor de 2 tiempos.
La Dax ha sido copiada por múltiples fabricantes, en 50 y 125 cm3.
En 2013, apareció en el catálogo de Honda una nueva motocicleta pequeña con llantas de 12 pulgadas: la Honda MSX 125 (tipo ED).

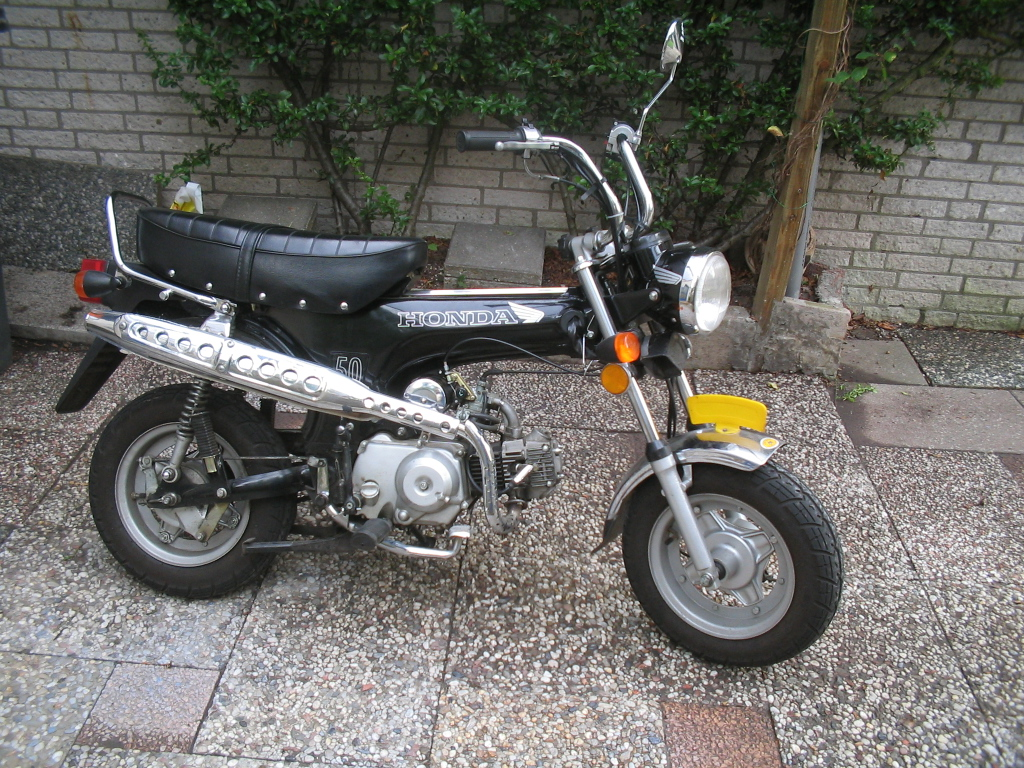
Copia china de la Honda Dax

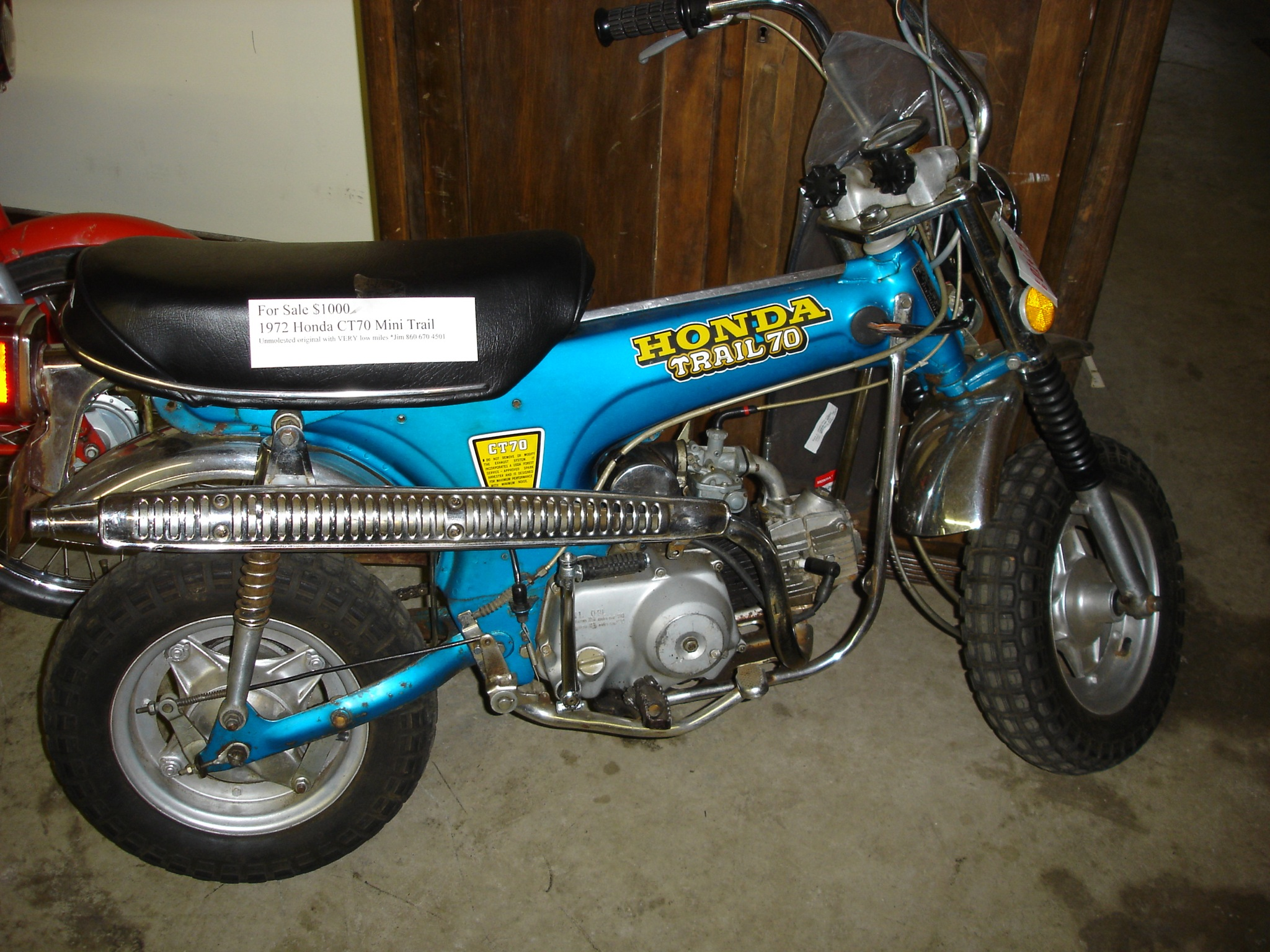
Honda Dax norteamericana (Mini Trail CT-70)